# Kenneth Mackenzie (3e comte de Seaforth)
Kenneth Mackenzie, 3e comte de Seaforth (1635-1678) est un chef de clan des Highlands écossais, qui soutient fidèlement Charles II à travers ses tribulations. De par sa grande stature, il est connu parmi les Highlanders sous le nom de « Coinneach Mor » (Great Kenneth).

## Origines et éducation
Mackenzie est le fils aîné de George Mackenzie (2e comte de Seaforth) (en) (mort en 1651) et de Barbara, fille d'Arthur, Lord Forbes. Les Mackenzie sont un clan du comté de Ross qui a pris de l'importance au XVe siècle lors de la désintégration de la seigneurie des îles.
Il est né au château de Brahan en 1635, et quand il a cinq ou six ans, son père le place sous la garde du révérend Farquhar Macrae, ministre de Kintail et connétable d'Eilean Donan, qui a un séminaire dans sa maison auquel assistent les fils de la noblesse voisine. De là, il va à l'école publique et est envoyé en 1651 au King's College, Aberdeen, sous M. Patrick Sandylands.

## Chef de clan
Cependant, il n'est pas là depuis longtemps lorsque le roi arrive à Stirling et commence à recruter une armée pour son projet d'invasion de l'Angleterre. Le père de Kenneth reste en Hollande, il rentre donc lui-même chez lui pour lever ses hommes pour le service du roi. Il se rend directement à Kintail avec les principaux membres de son clan (ses oncles, les Lairds de Pluscarden et Lochslinn ; le jeune Tarbat, Rory of Davochmaluag, Kenneth de Coul, Hector de Fairburn et plusieurs autres), mais les hommes Kintail refusent de partir avec lui, parce qu'il n'est qu'un enfant, affirmant qu'ils ne se déplaceraient pas sans son père, leur maître, puisque le roi, s'il a de l'usage pour lui et pour ses partisans, pourrait facilement le ramener à la maison.

## Soutien de Charles II
Immédiatement après la bataille de Worcester, au cours de laquelle Charles est vaincu par Cromwell en 1651 - où l'on retrouve parmi les présents Thomas Mackenzie de Pluscarden comme l'un des colonels à pied pour Inverness et Ross, et Alexander Cam Mackenzie, quatrième fils d'Alexandre, cinquième de Gairloch - Charles s'enfuit sur le continent, et, après de nombreuses épreuves sévères et des évasions de justesse, il trouve refuge en Flandre, où il continue à résider, souvent dans le grand besoin et la détresse, jusqu'à la Restauration en mai 1660.
Le comte de Cromartie dit qu'à la suite du traité conclu entre Middleton et Leslie à Strathbogie, « Seaforth rejoint le roi à Stirling. Après la bataille fatale de Worcester, il reste prisonnier de près jusqu'à la restauration de Charles." Il est exclu de l' Ordnance of Pardon and Grace d'Oliver Cromwell en Écosse en 1654, et ses biens sont confisqués, sans qu'aucune disposition ne soit autorisée pour sa femme et sa famille. Il soutient la cause du roi aussi longtemps qu'il y a une opportunité de se battre pour elle sur le terrain, et lorsqu'il est forcé de se soumettre aux forces opposées de Cromwell et du Commonwealth, il est envoyé en prison, où, avec « beaucoup de fermeté d'esprit et de noblesse de l'âme », il endure une captivité fastidieuse pendant de nombreuses années. Se référant à la situation des affaires à cette période, le Laird d'Applecross déclare que les « rebelles, possédant l'autorité, opprimaient tous les sujets loyaux, et lui avec le premier ; son domaine était surchargé jusqu'à sa destruction, mais rien ne pouvait le décourager. l'amener à abandonner son Roi ou son devoir".
Lorsque Charles II est rappelé en 1660, il ordonne la libération de son vieil et fidèle ami Seaforth, après quoi il devient un grand favori de la Cour licencieuse et libertine. Le 23 avril 1662, il reçoit une commission du shérif du Ross-shire, qui lui est ensuite renouvelée, ainsi qu'à son fils aîné, conjointement, le 31 juillet 1675 ; et quand il eut réglé ses affaires à Brahan, il revient à Paris, laissant sa femme responsable de ses intérêts dans le Nord.

## Famille et postérité
Kenneth épouse vers 1660 Isobel, fille de John Mackenzie de Tarbat, père de George Mackenzie (1er comte de Cromartie). Ils ont quatre fils et quatre filles, dont son héritier, Kenneth Mackenzie (4e comte de Seaforth), qui lui succède à sa mort en décembre 1678.